# اتحاد الفلبين لكرة القدم
تأسس الاتحاد الفلبيني لكرة القدم في عام 1907 وانضم إلى الاتحاد الدولي لكرة القدم في 1928 وانضم إلى الاتحاد الآسيوي لكرة القدم في 1954.